# Dervishlyar
Dervishlyar är en ort i Azerbajdzjan.   Den ligger i distriktet Nachitjevan, i den sydvästra delen av landet, 400 km väster om huvudstaden Baku. Dervishlyar ligger 806 meter över havet och antalet invånare är 552.
Terrängen runt Dervishlyar är platt åt sydväst, men åt nordost är den kuperad. Närmaste större samhälle är Çomaxtur, 2,8 km nordväst om Dervishlyar.
Trakten runt Dervishlyar består till största delen av jordbruksmark. Runt Dervishlyar är det ganska tätbefolkat, med 90 invånare per kvadratkilometer.